# Salsa napolitana
Salsa napolitana es una denominación genérica dada (sobre todo fuera de Italia) a una salsa de tomate italiana a la cual se le añade ajo, cebolla, aceite de oliva extra virgen (o mantequilla, a veces ambos), sal, pimienta y hierbas tales como albahaca, orégano y en algunos casos perejil. 
Se suele servir con cualquier tipo de pasta (principalmente las blancas) espolvoreando abundante queso parmesano o pecorino.
Esta salsa originalmente en Italia es llamada sugo di pomodoro alla napoletana. Otro nombre que suele ser usado para llamarla es Marinara.
Aunque bien existe una forma tradicional italiana de prepararla, hoy día existen muchas variantes de la receta, pero todas son similares en sabor.
- Datos: Q4886791